# Enniskerry
Enniskerry (irisch Áth na Sceire oder älter Áth na Scairbhe) ist eine kleine Stadt mit 2000 Einwohnern im County Wicklow, im Osten von Irland.

## Geografie
Der Ort liegt 20 km südlich von Dublin, am Cookstown River, nahe dessen Mündung in den Dargle, am Fuße der Wicklow Mountains. Er ist Ausgangsstation für die die Besucher der Wicklow Mountains. Vom Ort aus kann man den Great Sugar Loaf sehen, einen 501 m hohen Berg in der Form eines Zuckerhuts.
Von der Küstenstadt Bray ist Enniskerry etwa 3 km entfernt, bis zur Küste selbst sind es 5 km.

## Verkehr
Die Straße R117 führt von Enniskerry zur Nationalstraße N11, die von Dublin aus nach Süden führt. Eine Buslinie (Nr. 44 von Townsend Street) verbindet die Ortsmitte im stündlichen Takt mit der Innenstadt von Dublin.

## Infrastruktur
Enniskerry bietet einige kleine Geschäfte, Pubs, ein Hotel sowie einige Bed and Breakfast.

## Sehenswürdigkeiten in der Umgebung
- Die Parkanlage Powerscourt Gardens kann vom Ort aus zu Fuß erreicht werden. Der rund 130 m hohe Powerscourt-Wasserfall ist nur eine kurze Fahrt entfernt.[2]

- Die Wicklow Mountains
- Der Soldatenfriedhof Glencree mit Gräbern deutscher Soldaten (8 aus dem Ersten und 128 aus dem Zweiten Weltkrieg), ca. vier Kilometer westlich von Enniskerry[3]

## Persönlichkeiten
In Enniskerry lebt der irische Sänger und Songwriter Chris de Burgh.